# Senat Weichmann II
Der Senat Weichmann II bildete vom 27. April 1966 bis zum 22. April 1970 die Hamburger Landesregierung.

## Senat
| Amt                                               | Name                                   | Partei | Partei |
| ------------------------------------------------- | -------------------------------------- | ------ | ------ |
| Erster Bürgermeister                              | Herbert Weichmann                      |        | SPD    |
| Zweiter Bürgermeister                             | Wilhelm Drexelius                      |        | SPD    |
| Gesundheitsbehörde                                | Walter Schmedemann bis 11. Januar 1967 |        | SPD    |
| Gesundheitsbehörde                                | Hans-Joachim Seeler                    |        | SPD    |
| Arbeits- und Sozialbehörde                        | Ernst Weiß                             |        | SPD    |
| Kulturbehörde                                     | Gerhard Kramer                         |        | SPD    |
| Jugendbehörde                                     | Irma Keilhack                          |        | SPD    |
| Finanzbehörde                                     | Gerhard Brandes                        |        | SPD    |
| Behörde für Inneres und Sportamt                  | Heinz Ruhnau                           |        | SPD    |
| Behörde für Ernährung und Landwirtschaft          | Wilhelm Eckström                       |        | SPD    |
| Bevollmächtigter beim Bund                        | Ernst Heinsen                          |        | SPD    |
| Behörde für Wirtschaft und Verkehr                | Helmuth Kern                           |        | SPD    |
| Baubehörde                                        | Caesar Meister                         |        | SPD    |
| Schulbehörde                                      | Wilhelm Drexelius                      |        | SPD    |
| Gefängnisbehörde ab 1. Januar 1967: Justizbehörde | Peter Schulz                           |        | SPD    |